# Postaja, Tolmin
Postaja je naselje v Občini Tolmin. Razloženo naselje ob železniški postaji Most na Soči se nahaja na ozki terasi soteske Idrijce v bližini izliva reke v Sočo, 2 km jugovzhodno od Mosta na Soči. Naselje se je razvilo po izgradnji Bohinjsko-goriške železniške proge, po izgubi pomena železniškega prometa v 60. letih pa je število prebivalcev začelo upadati. V naselju je železniška postaja s kavarno in muzejem, gostilna s prenočišči, trgovina in skladišča, izmed katerih jih je v obdobju SFRJ nekaj služilo za shranjevanje državnih rezerv. Na železniški postaji je terminal za vkrcavanje in izkrcavanje avtomobilov na avtovlak, ki kot edini v Sloveniji vozi potnike z avtomobili med Bohinjem in Posočjem.